# Шарлеруа
Шарлеруа́ (фр. Charleroi, валлон. Tchålerwè) — город в Бельгии, расположенный в провинции Эно, относящейся к валлонской части страны. Шарлеруа находится на реке Самбр, в 50 км южнее Брюсселя. В городе проживают 203 тысячи человек. Шарлеруа входит в пятёрку крупнейших городов Бельгии.

## История
Шарлеруа основан испанцами в 1666 году как крепость Шарнуа́ (фр. Charnoy), позже переименован в честь юного короля Карла II. По Ахенскому миру (1668) город достался Франции, в 1678 г. вновь возвращен Испании, в 1693 г. взят французами, а в 1697 г. — испанцами. Уже в начале XVIII века Шарлеруа стал важным промышленным центром. Тогда здесь начали развиваться три отрасли, определявшие городскую экономику вплоть до второй половины XX века, — добыча угля, производство стали и стекольное производство. В начале XIX века был прорыт канал Брюссель-Шарлеруа, который связал промышленный регион Шарлеруа не только со столицей, но и также с Антверпеном и выходом к морю через канал Брюссель-Виллебрук.
В 1932 году Шарлеруа был организационным и политическим центром всеобщей стачки горняков. После Второй мировой войны традиционные отрасли экономики города начали приходить в упадок, что привело у общему кризису города. Катастрофа на шахте Буа-дю-Казье в 1956 году (275 погибших) продемонстрировала общую устарелость угольной промышленности Шарлеруа. В шестидесятых годах начались закрытия шахт, к концу XX века начали закрываться и сталелитейные производства.
Новый импульс развитию города в конце XX века дал его аэропорт, официально известный как Брюссель-Шарлеруа. Хотя лётное поле на этом месте существовало с 1919 года, «второе рождение» аэропорта произошло в 1997 году, когда он стал одним из важнейших узлов бюджетной авиакомпании Ryanair.
Футбольный стадион города был одной из арен, на которых проходили матчи чемпионата Европы по футболу 2000.
24 ноября 2023 года Еврейское кладбище города подверглось акту вандализма и минимум 85 могил было повреждено, а также были украдены Звезды Давида.

## Экономика и транспорт
В благосостояние Шарлеруа традиционно наибольший вклад вносят сталевары, однако эта отрасль в последнее время подвержена сильным структурным изменениям. Помимо этого, город является авиационным (аэропорт Брюссель-Шарлеруа) и железнодорожным узлом с важным перевалочным вокзалом. Через канал Шарлеруа-Брюссель город имеет сообщение с фламандскими водными путями.
С 1882 года, конка, в городе начал работу Трамвай Шарлеруа ,  закрыт в 1974 году. 
Автобус.
С 1976 года в городе действует система лёгкого метро (частично подземного скоростного трамвая, метротрама).

## Известные уроженцы
- В Википедии есть список статей о родившихся в Шарлеруа людях

## Галерея

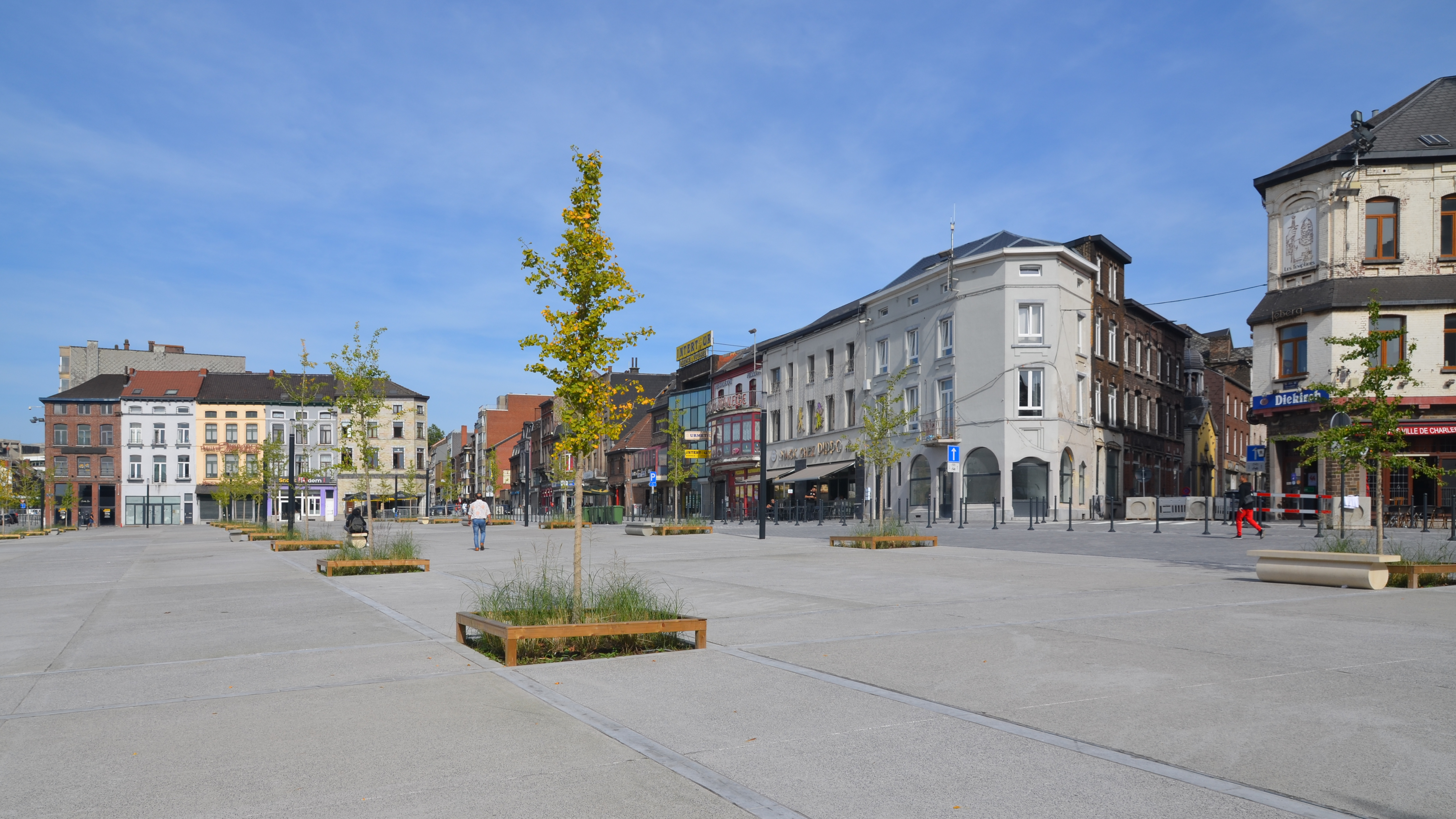
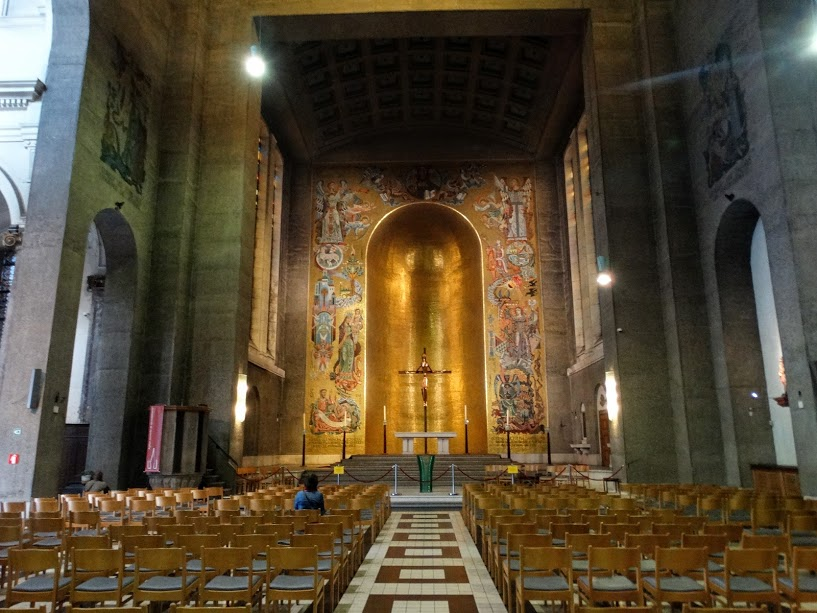
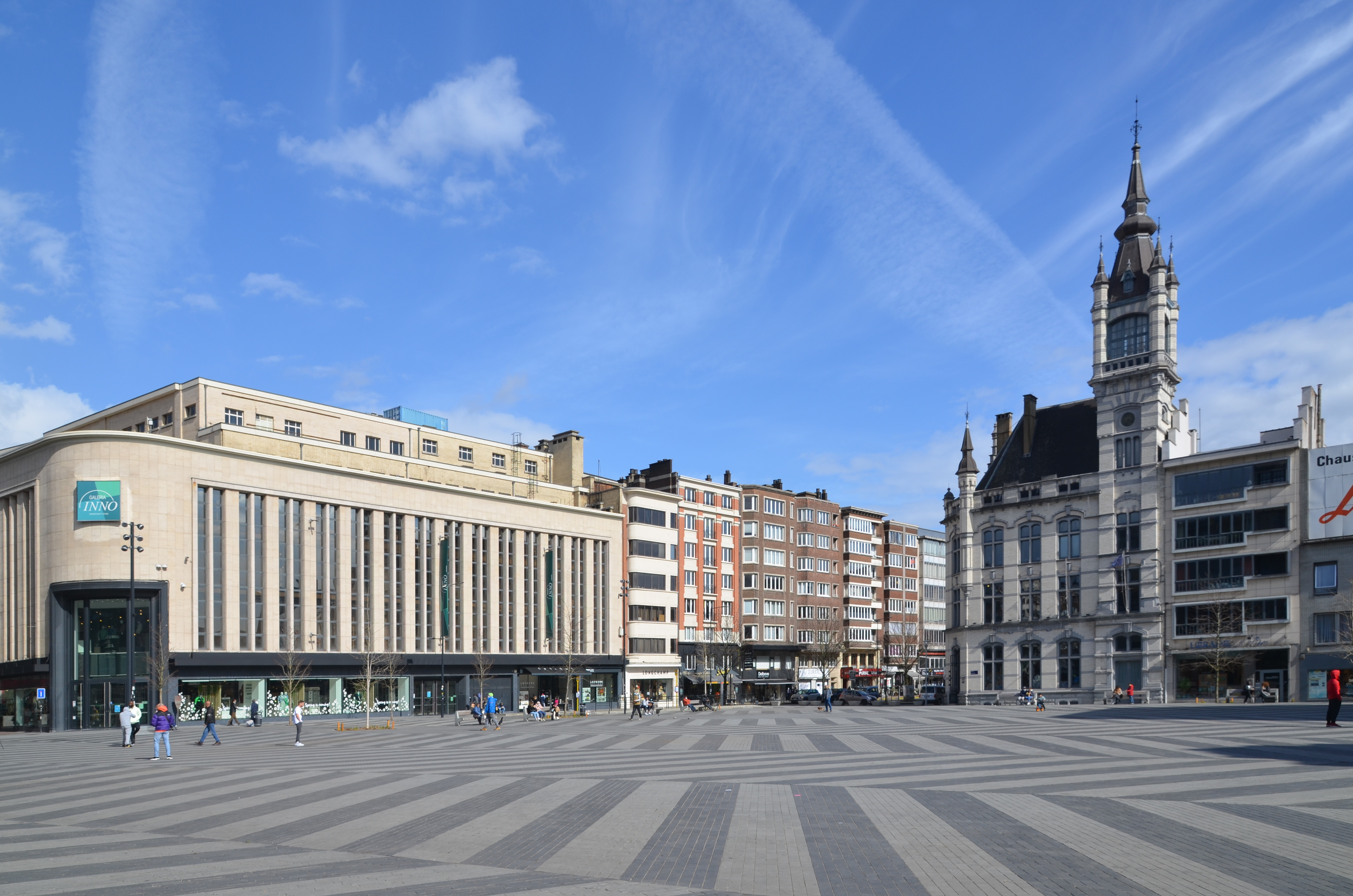
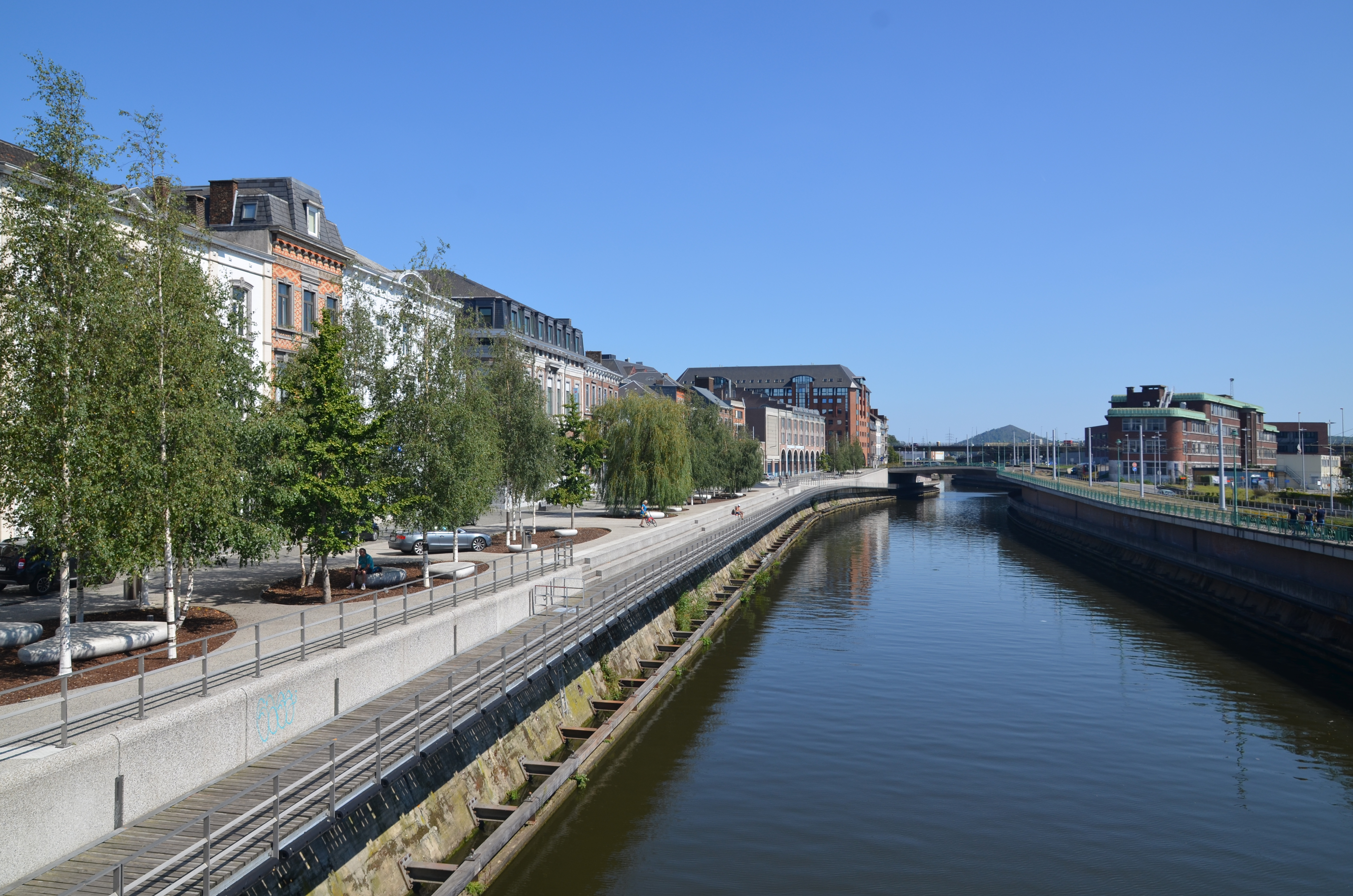
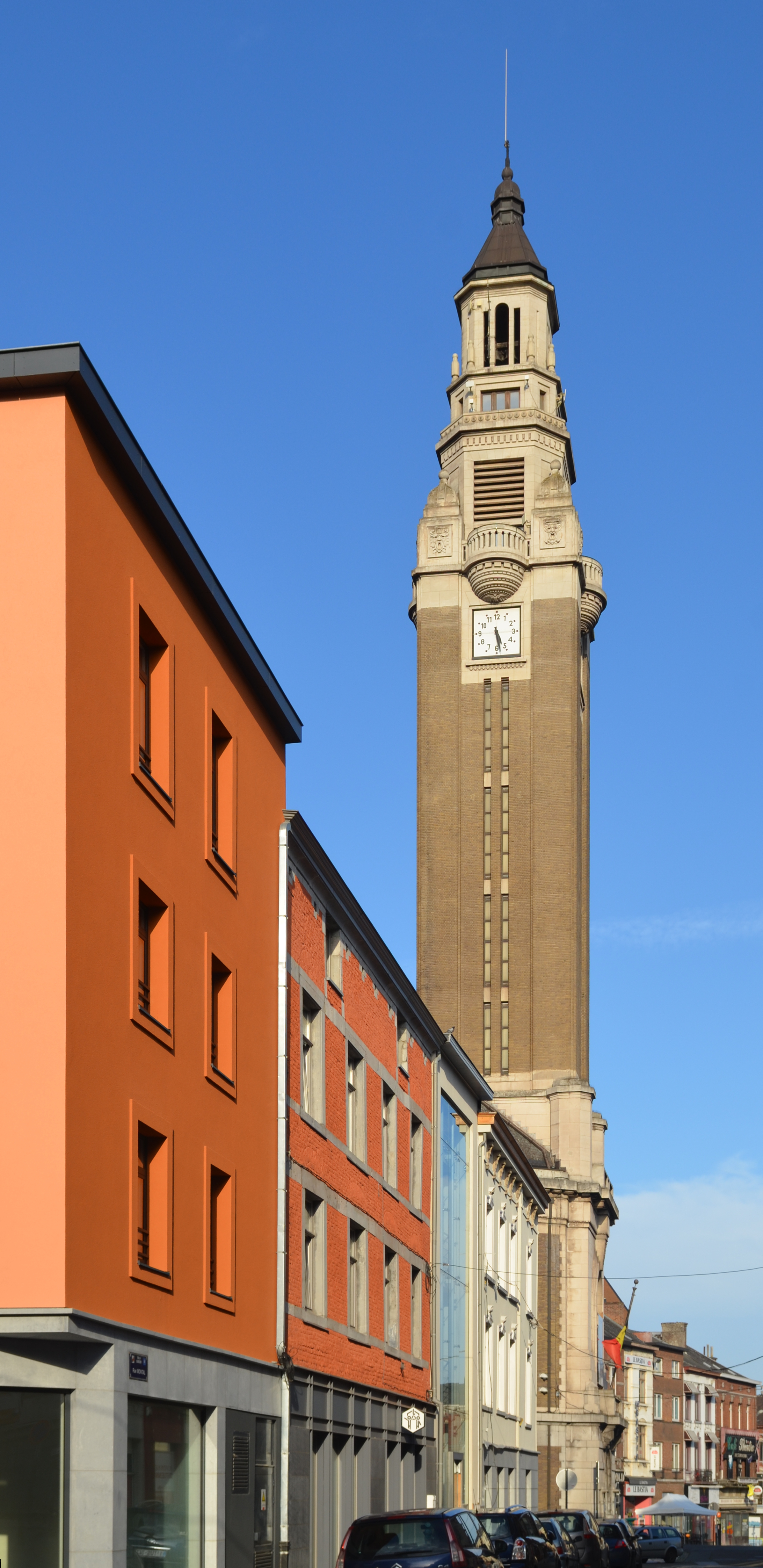
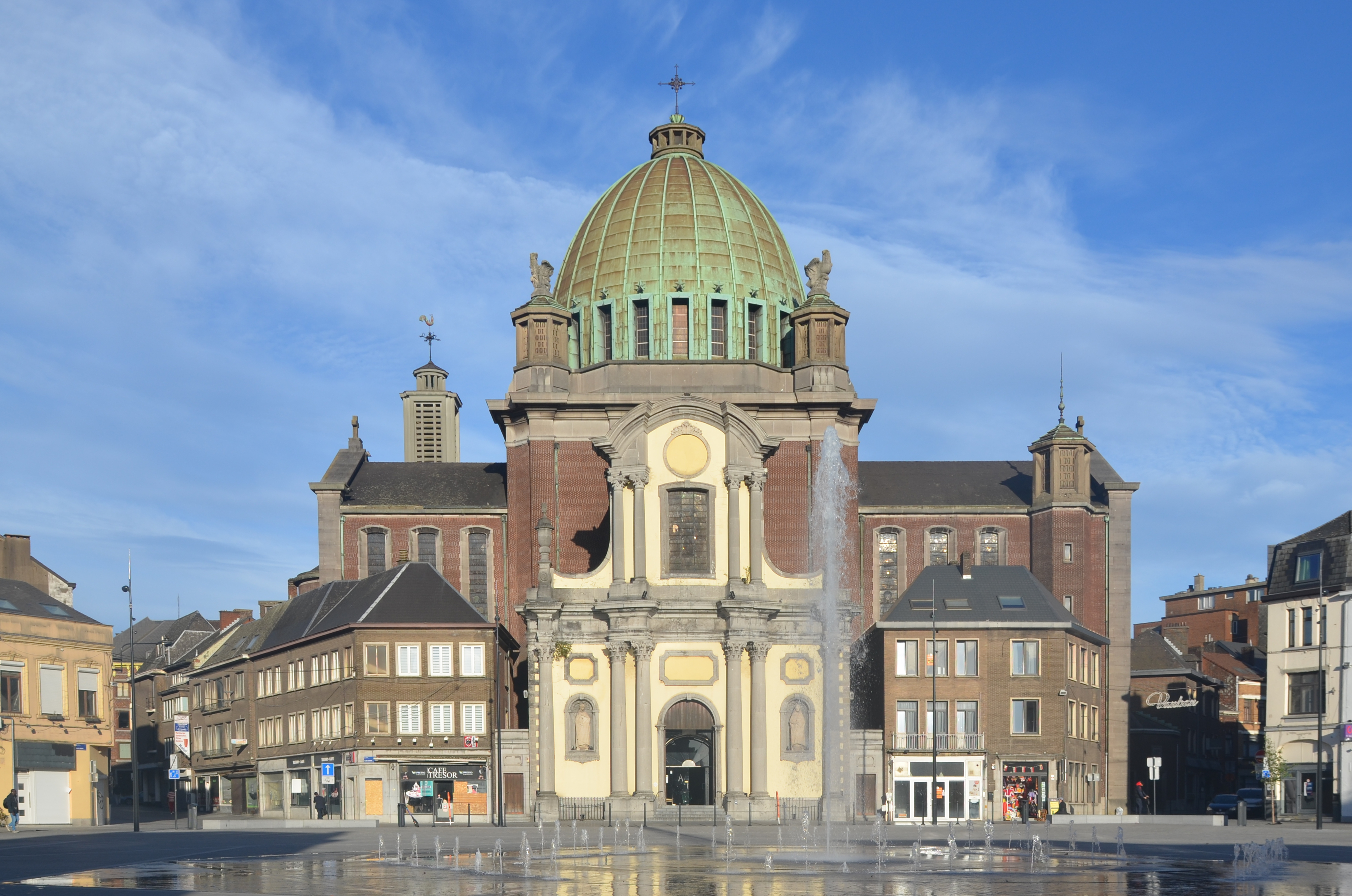

## Города-побратимы
- Вальдкирх, Германия
- Донецк, Украина
- Ирсон, Франция
- Казарано, Италия
- Маноппелло, Италия
- Питтсбург, США
- Сент-Жуньен[фр.], Франция
- Шрамберг, Германия
- Химедзи, Япония
- Фоллоника, Италия